# الكسندر لوغو
الكسندر لوغو (بالإسبانية: Alexander Lugo)‏ (7 يوليو 1979 في كولومبيا - ) هو لاعب كرة قدم كولومبي في مركز الهجوم. لعب مع Cortuluá ‏ وA.D. Chalatenango ‏ وديبورتيس توليما وAcademia F.C. ‏.